# George Syrimis
George Syrimis (Grieks: Γιώργος Συρίμης) (Nicosia, oktober 1921 - aldaar, 5 januari 2010) was een  Cypriotisch politicus, die van 1988 tot 1993 minister van financiën was.
Syrimis studeerde voor boekhouder in Engeland, waar hij gecertificeerd accountant werd. In 1948 keerde hij terug naar Cyprus en richtte er zijn eigen accountantskantoor op, "G. Syrimis & Co". Later werd zijn bedrijf overgenomen door Peat Marwick, dat op zijn beurt in 1987 opging in KPMG International. Syrimis was in 1961 stichtend lid van de Vereniging van erkende accountants van Cyprus en werd ook voorzitter van de vereniging. 
In 1988 werd hij door eerste minister George Vassiliou van Cyprus benoemd tot minister van financiën. Hij bleef dat tot 1993. 
Syrismis was betrokken bij vele filantropische organisaties in Cyprus. Hij was ook kunstverzamelaar.